# Apartment 1303
Apartment 1303 (1303号室?) (conocida como Apartment 1303 en Estados Unidos, Apartamento 1303 en España e Inquilino siniestro en México) es una película de terror japonesa estrenada en 2007. Fue dirigida por Ataru Oikawa. La historia se basa en la novela homónima del autor Kei Oishi.

## Argumento
En esta historia de fantasmas, una mujer investiga una serie de suicidios en un apartamento en particular. Sayaka está celebrando con sus amigos en su nuevo apartamento, cuando inesperadamente se va a su balcón y salta como un acto de suicidio. Para llevar a su madre detrás de la locura, Mariko decide investigar la muerte de su hermana menor, Sayaka. Mariko pronto descubre que hay una historia de las mujeres jóvenes que se han suicidado mientras vivían en el apartamento de 1303. A medida que investiga más, se encuentra con un diario que revela los orígenes de la maldición posible: el destino de Yukiyo y su madre, que fueron los primeros inquilinos de la vivienda. Mariko tendrá qué descubrir dicha fuerza macabra antes de que sea demasiado tarde.

## Reparto
- Noriko Nakagoshi como Mariko
- Arata Furuta como el Detective Sakurai
- Eriko Hatsune
- Yuka Itaya
- Naoko Otani
- Aki Fukada
- Toshinobu Matsuo

## Producción
La Película se comenzó a rodar a mitades del 2006, y se terminó en diciembre del mismo año. Fue rodada en la ciudad de Japón, en Hamamatsu en Shizuoka.

## Lanzamiento
La película se estrenó el 8 de febrero del 2007, siendo parte del European Film Market en Alemania.

## Adaptación
Hubo una nueva versión de la misma, dirigida y escrita por el cineasta sueco Daniel Fridell. Daniel Fridell será el coproductor del adaptación. Mischa Barton y Rebecca De Mornay fueron elegidos para el elenco.